# Lucker bindväv
Lucker bindväv består av grundsubstans, olika celler och bindvävsfibrer.

## Grundsubstans
Lucker bindväv har, jämfört med stram bindväv, mycket grundsubstans som består av glukosaminoglykaner och proteoglykaner vars negativt laddade sidokedjor drar till sig natriumjoner vilket för med sig vatten varvid viskoelasticitet erhålls.

## Celler
Lucker bindväv innehåller
- Fibroblaster som tillverkar kollagena fibrer
- Plasmaceller som är derivat av b-lymfocyter och utsöndrar antikroppar
- Mastceller som innehåller heparin och histamin
- Fettceller som står för polstring och energiupplag
- Makrofager som fagocyterar inkräktare och fungerar antigenpresenterande

## Fibrer
Huvudsakliga fibertyper i bindväv
- Kollagena fibrer som är kraftiga och bildar ett starkt och hållfast skelett
- Retikulära fibrer som består av kollagen III och bildar ett retikulärt nätverk i extracellulärt matrix
- Elastiska fibrer som är mindre än de kollagena och byggs upp av elastin och fibrillin som ger elasticitet och ett flexibelt extracellulärt matrix

## Förekomst
Lucker bindväv finns nästan överallt i kroppen, fyller upp utrymmen och håller upp organsystem, exempel är mucosan i GI-systemet och adventitian i blodkärl. Den finns också under alla kroppsytetäckande epitel. 

## Funktion
Funktion är att förankra och polstra organ samt vara en reservoar för joner och vatten. Den har immunologisk aktivitet av betydelse då det utgör kroppens första försvar mot exempelvis bakterieangrepp.